# La mia Australia
La mia Australia (My Place) è un romanzo autobiografico scritto nel 1987 dalla scrittrice australiana Sally Morgan, tradotto in Italia dall'editore Theoria nel 1997.
Opera prima di una scrittrice fino ad allora sconosciuta, il libro è diventato subito un bestseller in Australia, e nel corso del primo anno dalla pubblicazione è stato ristampato tre volte, aumentando progressivamente la sua popolarità, anche all'estero, negli anni successivi. Grazie ad esso, nel 1987 l'autrice ha vinto lo Human Rights and Equal Opportunities Commission Award for Literature, e nel 1989 il Western Australian Citizen of the Year Award for Arts, Literature and Culture.
La mia Australia rappresenta una pietra miliare della letteratura aborigena. Attraverso questo libro molti lettori bianchi australiani hanno potuto conoscere la storia e le condizioni di vita degli aborigeni, in precedenza nascoste o ignorate.

## Trama
"No", sorrisi, "Sono aborigena".

Lei mi guardò scioccata. "Non può essere," disse lei.

"Sì, lo sono."

"Oh, poverina," disse lei, mettendomi un braccio intorno, "cosa diavolo hai intenzione di fare?"»
La mia Australia di Sally Morgan è la storia autobiografica di una giovane donna aborigena cresciuta senza conoscere le sue vere origini. È ambientata tra Perth e Corunna Downs e i protagonisti sono i diversi membri della famiglia dell'autrice. La famiglia di Sally è piuttosto numerosa: ha due fratelli e due sorelle, ma le figure più importanti sono quella della madre Gladys e della nonna Daisy. Il padre fu spesso assente, sia fisicamente che emotivamente, e il suo rapporto con Sally non fu mai semplice. L'uomo, che durante la guerra era stato un soldato, soffriva di un disturbo da stress post traumatico e fu internato in un istituito di igiene mentale dal quale entrava e usciva periodicamente.
Da bambina Sally non era a conoscenza delle sue origini aborigene in quanto, per proteggerla dai pregiudizi, la madre le aveva fatto credere di essere indiana. Il segreto le venne svelato per la prima volta dalla sorella minore Jill, che lo aveva a sua volta appreso per caso dalla nonna. Solo a seguito di ripetute pressioni, la madre le rivelò di essere aborigena.
Il suo rapporto con l'istituzione scolastica fu fin dall'inizio molto difficile, sia per la sua difficoltà a staccarsi dalla madre, sia per alcuni episodi di emarginazione a cui venne sottoposta da parte dei suoi compagni di classe. Al liceo le cose non migliorarono. Ad eccezione di arte e inglese, Sally andava male in tutte le materie. Durante l'ultimo anno, in vista degli esami finali e per non deludere la madre che l'aveva sempre sostenuta e che aveva molto a cuore la sua istruzione, cominciò a studiare seriamente, ma la paura di non riuscire a superare gli esami finali la paralizzò a tal punto da farle decidere, una volta terminato il liceo, di non iscriversi all'università. A seguito della prima esperienza di lavoro, modificò questa sua decisione, avvertendo il desiderio di realizzarsi anche a livello professionale. Nel 1974 si iscrisse all'University of Western Australia e, successivamente, si specializzò al Western Australia Institute of Technology.
Dopo la laurea sperimentò svariati lavori, tra cui l'assistente di laboratorio, finché non decise di rimettersi a studiare e di assecondare quel bisogno così profondo e radicato in lei di avvicinarsi alle sue vere origini e di seguire quell'inclinazione all'arte e, seppur in modo differente, alla scrittura, che l'aveva accompagnata per tutto l'arco della sua esistenza.
Cominciò così a raccogliere informazioni che le permettessero di ricostruire il passato e la provenienza della sua famiglia, indagando sulla vita della madre e della nonna prima del loro trasferimento a Perth. Avvicinandosi a parenti lontani e registrando le loro storie, prese contatto con la sua comunità di origine e organizzò il suo ritorno a Corunna Downs. Durante il suo soggiorno riuscì a ricostruire la saga della sua famiglia per ben tre generazioni. Nacque così La mia Australia, il primo libro, totalmente autobiografico di Sally Morgan.
Nell'ultima parte della storia, l'autrice spiega come l'aver abbracciato le sue vere origini l'abbia aiutata in positivo in tutti gli aspetti della sua vita.

## Titolo del libro e copertina originale
Il titolo originale dell'opera è My Place, letteralmente "Il mio posto". I luoghi che si incontrano nel libro, e che segnano il cammino di Sally verso la scoperta della sua vera identità, sono l'ospedale, il pub, la casa in cui è cresciuta, la scuola, l'università e, infine, le riserve. Si tratta per lo più di luoghi pubblici; la stessa casa, una casa popolare dalla quale la nonna Daisy temeva in continuazione di venire sfrattata, non rappresenta un luogo "privato", né sicuro. Un dettaglio, questo, che sembra entrare in contrasto con il titolo del libro.
Il tema del luogo, insieme a quello del tempo e del viaggio, è presente anche nella copertina della prima edizione del 1987, ideata dalla stessa Morgan che, oltre ad essere una bravissima scrittrice, è anche una talentuosa illustratrice. Nell'immagine sono rappresentate delle case e dei piccoli gruppi di persone uniti tra loro da un sentiero bianco il cui percorso, in senso orario, è indicato da delle frecce nere. Il sentiero può essere interpretato come una metafora del viaggio, di cui i titoli di alcuni capitoli del libro come "Owing up", "A beginning", "Part of our history", scandiscono le tappe.
Un'altra studiosa, Joan Newman, ha notato un'altra presenza significativa nella copertina, quella del serpente che incornicia il dipinto. Nella mitologia aborigena, il serpente rappresenta la forza vitale; in questo caso rappresenterebbe il principio che governa e tiene unite le vite delle persone che fanno parte della vita della protagonista e che ricorrono nel romanzo, fornendo loro protezione e armonia.
Newman sottolinea, inoltre, il dipinto dell'autrice presente sulla copertina del libro farebbe emergere la sua eredità razziale mista: i brillanti colori primari con cui sono rappresentate le abitazioni e le persone ricordano l'arte popolare europea, mentre la bidimensionalità o il paesaggio stilizzato evocano caratteristiche tipiche delle pitture rupestri aborigene. La stessa dualità si manifesterebbe anche tra le pagine del libro. Jo Robertson, nel saggio Black Text; White Reader mette in risalto il netto contrasto tra la fredda figura del padre e quella solare, armoniosa, a contatto con la natura della nonna. Questa dicotomia tra il freddo e sterile mondo bianco del padre, e il caldo mondo nero della nonna racchiuderebbero il senso del conflitto interiore che caratterizza la storia personale di Sally.

## Accoglienza e critica
La scelta dell'autrice de La mia Australia di portare alla luce la condizione degli aborigeni australiani attraverso il racconto autobiografico è stata a lungo dibattuta da studiosi e critici letterari, primo fra tutti lo scrittore aborigeno Mudrooroo Narogin. Mudrooroo ha contestato a Morgan di essersi eccessivamente adeguata allo stile letterario "dei conquistatori" per narrare la sua storia, facendola così rientrare perfettamente nei canoni occidentali. In questo modo, l'autrice avrebbe sacrificato i bisogni di un'intera comunità al solo scopo di far emergere la propria individualità.
Come Mudrooroo, anche Eric Michaels ha criticato l'eccessiva "occidentalizzazione" del romanzo di Morgan. Michaels ha rimproverato alla scrittrice di aver utilizzato una lingua e un modello di scrittura occidentale, quale quello dell'autobiografia, che risultano fuori luogo e inappropriati per esprimere l'identità razziale e la cultura aborigena. A suo parere, la scrittrice sarebbe in questo modo venuta meno a quanto promesso nello stesso titolo del libro; il desiderio di trovare un luogo di appartenenza e una voce con cui potersi esprimere senza il timore di poter subire rappresaglie da parte dei bianchi, avrebbe dovuto indurla ad una sorta di negoziazione tra questi due mondi così diversi, e non ad un semplice adattamento ai canoni della cultura predominante.
Nel suo saggio Race, Gender and Identity: My place as Autobiography, Joan Newman, ha risposto alle critiche mosse da Mudrooroo mettendo in evidenza la struttura prevalentemente dialogica de La mia Australia: il personaggio di Sally si forma quasi unicamente grazie alle relazioni instaurate con i personaggi con cui interagisce nella storia, e l'autrice riserva uno spazio autonomo a tre testimonianze fondamentali, espresse attraverso l'uso della prima persona: quella di Gladys, di Daisy e, infine, dello zio Arthur, senza il cui entusiasmo il libro non sarebbe mai esistito. Nella tradizione del genere autobiografico occidentale, inoltre, il protagonista era quasi sempre un personaggio pubblico di sesso maschile. In La mia Australia è invece una donna comune, appartenente ad una minoranza etnica. Sally Morgan suggerisce una varietà di definizioni di identità; quella di sé, del proprio genere, quella legata alla propria famiglia, quella dell'appartenenza ad una comunità.
Infine, secondo Newman, La mia Australia, fin dal momento della sua pubblicazione, avrebbe rivestito un ruolo fondamentale nell'avvicinamento di molti lettori bianchi all'esplorazione della cultura aborigena e alle ingiustizie e violenze che questo popolo ha dovuto subire per troppo tempo, riuscendo anche a mettere in discussione gli stereotipi e i pregiudizi legati al semplice colore della pelle.
Morgan, nel suo libro, riesce a restituirci la versione "nera" della storia australiana, fatta di soprusi, violenze, diritti negati e ingiustizie nei confronti di un popolo dall'altissimo patrimonio spirituale e che vanta una profonda connessione con la natura.
Nel suo saggio Always was always will be la scrittrice, attivista e storiografa Jackie Huggins risponde allo storico Bain Attwood e al suo saggio Portait of an aboriginal as an artist: Sally Morgan and the costruction of aboriginality in cui analizza La mia Australia di Sally Morgan. Entrambi gli studiosi individuano le stesse problematiche nel libro di Morgan. Secondo Huggins, la maggior parte di coloro che hanno letto La mia Australia sono uomini bianchi che pensano di non essere più razzisti solo perché hanno letto questa autobiografia, nella quale Morgan è riuscita a rendere la condizione aborigena più o meno comprensibile anche a chi non l'ha mai vissuta. Tuttavia Huggins ritiene che l'autrice de La mia Australia prenda in considerazione un solo punto di vista quando, nella realtà dei fatti, la condizione aborigena è una questione molto più complessa di come viene presentata nel suo libro. Ma ciò che maggiormente rimprovera sia alla Morgan che, in un secondo momento, ad Attwood, è l'affermazione che tale condizione possa essere compresa da chiunque. Mentre Attwood ritiene che le storie aborigene richiedano soltanto una piccola traduzione per poter essere divulgate, Huggins sostiene fermamente che sia proprio questa la più grande debolezza dell'opera di Sally Morgan, ossia il fatto che, attraverso la traduzione, il libro finisca per essere stravolto e adattato secondo il gusto e la mentalità tipicamente "bianca".
Nel suo saggio Arte e film aborigeni: la politica della rappresentazione, la studiosa Marcia Langton riflette sui complessi dibattiti e sulle controversie sollevate dal libro di Morgan, criticato anche da altri autori australiani di origine aborigena come Mudrooroo. Secondo Langton il grande successo de La mia Australia tra il pubblico non aborigeno potrebbe essere attribuito al modo rassicurante con cui l'autrice si rivolge ai lettori bianchi, che, più o meno intenzionalmente, hanno partecipato o consentito con la loro complicità (ad esempio le donne bianche coinvolte nel programma di assimilazione) o il loro silenzio, ai soprusi e alle discriminazioni cui sono stati sottoposti gli aborigeni. Il libro rappresenterebbe quindi una sorta di catarsi per gli oppressori, offrendo loro liberazione e sollievo, mentre gli aborigeni continuerebbero ad essere oggetto di razzismo, o di curiosità, in quanto rappresentanti del "primitivismo".

## Edizioni
Per agevolare la lettura del libro per i lettori più giovani, il 1º ottobre 1990 La mia Australia  fu ripubblicato in versione semplificata, suddiviso in tre parti:
- Part 1. Sally's Story[17]
- Part 2. Arthur Corunna's Story[18]
- Part 3. Mother ad daughter: the story of Daisy and Gladys Corunna[19].

Il libro è ampiamente studiato nelle scuole del New South Wales come parte del programma sugli studi aborigeni obbligatorio per tutti gli studenti.